# Pyrogorgia
Pyrogorgia is een geslacht van neteldieren uit de klasse van de Anthozoa (bloemdieren).

## Soort
- Pyrogorgia lemnos (Bayer, 1998)